# Сурженко, Василий Тимофеевич
Василий Тимофеевич Сурженко (1928 — ?) — тракторист, Герой Социалистического Труда (1957).

## Биография
Василий Сурженко родился 8 февраля 1928 года в селе Малая Джалга (ныне — Апанасенковский район Ставропольского края).
Проживал в посёлке Конезавод имени Будённого Сальского района Ростовской области. После окончания пяти классов школы работал прицепщиком-трактористом на конезаводе. Штурвальным на комбайне начал работать еще до войны, с 12 лет... Работал и на прицепных, и на самоходных комбайнах.
В 1948—1953 годах служил в Советской Армии на Сахалине. Демобилизовавшись, работал табунщиком на родине. После окончания ПТУ работал комбайнёром 2-го отделения конезавода.
Участвовал в освоении целины. В 1956 году своим комбайном Сурженко скосил 416 гектаров, намолотив зерна по 5170 центнеров с каждого из гектаров.
Указом Президиума Верховного совета СССР от 11 января 1957 года за «успехи в освоении целинных и залежных земель, проведение уборки урожая и хлебозаготовок, широкое внедрение прогрессивного метода раздельной уборки зерновых культур в 1956 году» Василий Сурженко был удостоен высокого звания Героя Социалистического Труда с вручением ордена Ленина и медали «Серп и Молот» за номером 7140.
В 1963 году Сурженко окончил Новочеркасскую совпартшколу, после чего находился на партийных должностях в райкомах и совхозах, затем на хозяйственных должностях на конезаводе. В 1980 году вышел на пенсию. Проживал в Аксайском районе Ростовской области.
Был также награждён рядом медалей. Награждён фотографией у развернутого Боевого Знамени полка.